# Movänta
Movänta Camping är en campingplats norr om Hult i Eksjö kommun.
Intill campingen finns en badplats. Campingen har omkring 80 campingtomter och campingstugor samt en restaurang. På campingen finns minigolfbana, boulebana, roddbåtar, kajaker och en lekstuga samt en klätterställning för barn. Det går också att fiska i den närbelägna, Försjön. Vanliga fiskarter är abborre, gädda och mört.